# (412) Элизабета
(412) Элизабета (нем. Elisabetha) — астероид главного пояса, который принадлежит к тёмному спектральному классу C. Он был открыт 7 января 1896 года немецким астрономом Максом Вольфом в обсерватории Хайдельберг и назван в честь матери первооткрывателя Элиз Вольф (Elise Wolf).

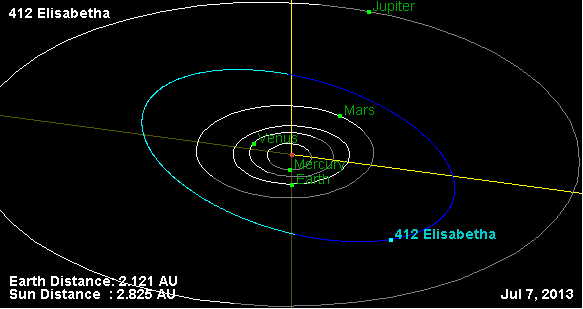
Орбита астероида Элизабета и его положение в Солнечной системе